# Методе самоубиства
Под методама самоубиства подразумевају се све радње, уз помоћ којих човек планирано одузима себи живот. Чин самоубиства се не завршава увек смрћу, а неуспели покушај може довести до озбиљних физичких повреда, дугорочних здравствених проблема као и до повреда мозга.
Преовлађују три методе самоубиства. То су вешање, тровање пестицидима и ватрено оружје, Друге методе су скок са висине, предозирање лековима и утапање.
Одлуке о самоубиству често се доносе импулсивно и верује се да се могу спречити ограничавањем приступа самоубилачким методама. Смањење доступности уобичајених метода самоубиства доводи до укупног смањења броја самоубистава. Начини за то укључују уклањање оружја из куће угрожене особе; борбу против злоупотребе алкохола и лечење менталних поремећаја.

## Општа статистика
Према статистикама, најсмртоносније методе самоубиства су: пуцање из ватреног оружја, вешање . Тровање лековима и другим супстанцама, пресецање вена су најмање ефикасне методе, након њихове употребе особа по правилу остаје жива.
Вешање је, због своје доступности и ефикасности, најчешћа метода самоубиства широм света. Међутим, у различитим земљама се користи с различитом учесталошћу - 70% мушкараца и 60% жена у Јапану одабрало је вешање као методу самоубиства, док су у Сједињеним Државама те бројке биле знатно мање - 18% мушкараца и 16% жена .

## Самоубилачке методе и пол
Према статистикама, жене чешће покушавају самоубиство, али је број извршених самоубистава широм света (са изузетком неколико азијских земаља) знатно већи код мушкараца.
У поређењу са женама, мушкарци бирају смртоносније методе самоубиства. Постоје сугестије да се покушај самоубиства за мушкарце доживљава као „немушки“, што није у складу са мушком нормативном родном улогом, па стога мушкарци бирају насилније и ефикасније начине да осигурају да почине самоубиство. Такође напомињу да су жене више забринуте за то како ће њихово тело изгледати након смрти, па је мања вероватноћа да ће изабрати начине који приметно нарушавају њихов изглед .
Сам избор опасног по живот начина за самоубиство не може објаснити високу смртност мушкараца. Чак и ако жене и мушкарци користе исту методу самоубиства, мушкарци од тога чешће умиру .

## Доступност метода самоубиства
Истраживање СЗО сугерише да смањење доступности одређених метода самоубиства може смањити број спонтаних и импулсивних самоубистава. То су мере попут забране слободне продаје отровних пестицида или ограничења куповине лекова опасних по живот. Питање је како такве мере утичу на број планираних самоубистава, одлука донетих под утицајем продужене патње.

## Крвопролиће
Појединци који планирају покушај самоубиства или испробавају оружје да би утврдили његову ефикасност, могу прво направити плитке резове, који се у литератури називају неодлучним ранама или прелиминарним ранама. Често су то више паралелних резова који нису фатални.

### Резање вена
Резање вена се, међутим, понекад практикује у сврху самоповређивања, а не самоубиства, али ако је крварење обилно и / или неконтролисано, ово изазива срчане аритмије праћене тешком хиповолемијом, шоком, васкуларном опструкцијом и / или срчаним застојем . На крају, могућ је смртни исход.
У случају неуспешног покушаја самоубиства, особа може патити од повреде тетива спољних мишића или живаца који контролишу мишиће руку. Ове повреде могу довести до привременог или трајног смањења осетљивости и / или моторичких способности, такође, и изазвати хронични соматски или аутономни бол. Код сваког крварења са губитком волумена већим од 40%, потребна је агресивна реанимација како би се спречила смрт пацијента; за редовно заустављање крварења користе се стандардне методе прве помоћи.

## Утапање
Самоубиство утапањем је чин намерног урањања у воду или другу течност како би се ометало дисање и мозак лишио приступа кисеонику . Због природне борбе тела за живот, покушаји самоубиства утапањем често укључују употребу тешког предмета како би се превазишао рефлекс самоодржања. Како ниво угљен -диоксида у крви расте, централни нервни систем приморава респираторне мишиће да се стежу, а самоубица покушава да удахне док је у води. Смрт се обично јавља када ниво кисеоника у крви постане пренизак да би мождане ћелије радиле. Утапање је један од најмање уобичајених облика самоубиства и чини мање од 2% свих пријављених самоубистава.

## Дављење
Самоубиство дављењем ограничава приступ кисеонику, изазива хипоксију и на крају гушење . За то се може користити боравак у скученом простору без кисеоника или посебна пластична кеса причвршћена на главу. Такви покушаји могу укључивати употребу депресива за постизање стања несвестице како би се искључили покушаји панике и рефлекса како би се избегло гушење у стању хиперкапније.
Немогуће је извршити самоубиство једноставним задржавањем даха: када ниво кисеоника у крви постане пренизак, мозак шаље сигнал који покреће рефлексно удисање. Чак и ако је особа у стању да превазиђе овај рефлекс, у тренутку губитка свести престаће да контролише дисање, а нормалан ритам ће се вратити.
Због тога је метода самоубиства удисањем гаса популарнија него заустављањем дисања. Инертни гасови попут хелијума, азота, аргона или токсични гасови попут угљен -моноксида (угљен -моноксид) широко се користе за самоубиство гушењем због своје способности да изазову несвестицу и смрт у року од неколико минута.

## Скок са висине
Скакање са опасног места, попут високог прозора, балкона или крова, или са литице, бране или моста, у неким се земљама често користи као метода самоубиства. Многе земље су приметиле мостове самоубице, попут моста Голден Гејт ( САД). Остала значајна места за самоубиство к укључују Ајфелов торањ (Француска) и Нијагарине водопаде (Канада). Неуспешни покушаји у таквим ситуацијама могу имати озбиљне последице, укључујући парализу, оштећење органа и преломе костију.
У Сједињеним Америчким Државама скок с висине један је од најмање уобичајених метода извршења самоубиства (мање од 2% свих пријављених самоубистава у 2005. години).
У Хонг Конгу је скок с висине једна од најчешћих метода извршења самоубиства, чинећи 52,1% свих пријављених самоубистава у 2006. години, у поређењу са претходним годинама. Центар за истраживање и превенцију самоубистава Универзитета у Хонг Конгу тврди да је то можда због распрострањености лако доступних вишеспратница у Хонг Конгу.
Постоји неколико документованих покушаја самоубиства скоковима падобраном од стране људи који намерно нису отворили падобран (или су га скинули током слободног пада) и оставили писмо пре самоубиства.

## Самоубиство ватреним оружјем
Уобичајена метода самоубиства је употреба ватреног оружја . Глобално, учесталост самоубиства ватреним оружјем увелико варира, у зависности од доступности оружја и његове културне перцепције. Употреба ватреног оружја у самоубиству креће се од мање од 10% у Аустралији до 50,5% у Сједињеним Државама, где је то тренутно најчешћи начин самоубиства.
Неуспели покушај самоубиства може довести до хроничног бола, смањења менталних способности, моторичких функција, крварења у мозгу, продора фрагмената у лобању, а такође може изазвати пнеумоцефалус . А несмртоносан ударац у темпоралне кости може проузроковати временски апсцес, менингитис, афазију, хемијанопсију, хемиплегију, и опште интрактранијалних компликације. 50% људи који су преживели устрел слепоочне кости пате од оштећења фацијалног нерва, обично због његове руптуре.
Две одвојене студије у Канади и Аустралији са рестриктивнијим законима о ватреном оружју показале су да, док се број самоубистава са ватреним оружјем смањује, употреба других метода, попут вешања, расте. У Аустралији је укупан број самоубистава наставио да расте све док нису спроведене мере за пружање подршке људима који намеравају да изврше самоубиство.
Истраживање такође показује да не постоји веза између закона о сигурном складиштењу ватреног оружја у власништву и учесталости самоубистава са њима; поред тога, студије које покушавају да повежу власништво над ватреним оружјем и вероватноћу самоубиства са њим често не узимају у обзир присуство ватреног оружја у поседу других људи. Истраживачи су показали да изгледа да закони о сигурном складиштењу не утичу на употребу оружја за извршење самоубиства и број случајних смртних случајева.

## Вешање
При самоубиству вешањем, самоубица користи издужени еластични материјал (конопац или уже) како би створила омчу или везицу око врата, причвршћујући други крај за чврсту направу. У зависности од положаја петље и других фактора, жртва умире од гушења или прелома вратне кичме. У случају фаталног исхода, прави узрок је висина пада, односно удаљеност коју жртва пређе пре повлачења ужета.
"Кратким падом", жртва умире од гушења, док смрт настаје због недостатка кисеоника у мозгу. Врло је вероватно да ће самоубица доживети хипоксију, парестезију, вртоглавицу, тунелски вид, нападе, шок и акутну респираторну ацидозу . Такође, једна или обе каротидне артерије и / или југуларне вене могу бити довољно компримоване да изазову исхемију и церебралну хипоксију, што на крају може довести до смрти или је узроковати.
У типичном „дугом паду“, самоубица ће вероватно патити од једног или више прелома вратних пршљенова, обично између другог и петог вратног пршљена, што може довести до парализе или смрти. Самоубиство вешањем може довести до обезглављивања ако је удаљеност пређена током пада довољно велика.
вешање је доминантна метода самоубиства у прединдустријским друштвима, као и у руралним подручјима (у поређењу са урбаним срединама). Такође се користи у окружењима која спречавају друге облике самоубиства, на пример у затворима.

## Стискање врата
Ова техника укључује затезање врпце око врата ради стискања вена и артерија, ометајући церебралну циркулацију, што доводи до несвести и смрти. Таква смрт је такође могућа са одређеним врстама џудо захвата, као и аутоеротичним гушењем.

## Транспорт је погођен

### Железничко самоубиство
Самоубиство се извршава налажењем на шинама док се воз приближава или у возилу које се налази на истом месту. Самоубиство у судару возова одговорно је за 90% смрти, што га чини једним од најефикаснијих начина извршења самоубиства. Неуспешни покушаји могу довести до озбиљних повреда: великих прелома, ампутација, потреса мозга и тешког менталног и физичког инвалидитета.

#### Метода и време
За разлику од самоубистава почињених на линијама метроа, самоубиства копненим железничким превозом често једноставно леже или стоје на железничким пругама док чекају да стигне воз. Пошто се возови углавном крећу великом брзином (од 80 до 200 км / х), машиновођа обично не може да заустави воз како би избегао судар. Ова врста самоубиства може довести до психолошке трауме и ПТСП -а за возача.

#### Европа
У Холандији, најмање 10% свих самоубистава су железничка самоубиства. У Немачкој је удео железничких самоубистава 7%, што ову врсту самоубиства чини најзаступљенијом у општој статистици самоубистава у Немачкој. Бавећи се, у просеку, са три покушаја самоубиства дневно, Немачке Железнице обезбеђују санаторијум за повређене возаче. Последњих година неки немачки машинисти успешно су примили надокнаду од родитеља или супружника самоубица. У Шведској, са њеним ретко насељеним подручјима са мањим процентом становништва које живи у непосредној близини железнице, 5% свих самоубистава су самоубиства на железници. У Белгији је скоро 6% самоубистава возом, при чему се несразмеран број јавља на холандском говорном подручју (10% у фламанском региону ). Већина самоубистава се дешава на или близу железничких станица, што није типично за самоубиства у другим европским земљама. Породице жртава самоубистава су финансијски одговорне за економске губитке због отказаних или одложених летова и трошкове истраге и опоравка леша.

#### Јапан
Скакање под воз један је од најчешћих начина извршења самоубиства у Јапану, што чини ≈2,000 смртних случајева годишње, 6% од укупног броја. Железничка самоубиства виде се као друштвено питање, посебно у великим градовима попут Токија и Нагоје, јер ометају распоред возова, а ако се самоубиство догоди током јутарњег шпица, многи путници касне на посао.
Железничка самоубиства у Јапану су стална појава, упркос распрострањеној пракси да се корисницима жртава самоубистава не исплаћују накнаде за осигурање (плаћања се обично врше за већину других облика самоубистава). Самоубиства која укључују брзе возове Схинкансен су изузетно ретки, јер су шине Схинкансен обично недоступне широј јавности (на пример, као резултат вештачког узвишења или ограде од бодљикаве жице), а законодавство предвиђа наметање додатних новчаних казни за породицу самоубице и његову најближу родбину.

### Транспортно самоубиство
Неке саобраћајне несреће су резултат намерног самоубиства. Ово посебно важи за несреће у којима су учествовали један возач и једно возило, „због учесталости његове употребе [друмског превоза], општеприхваћене опасности од вожње и чињенице да појединцу нуди могућност да угрози свој живот или га оконча без намерног противљења њиховим самоубилачким намерама“. Увек постоји ризик да ће саобраћајна несрећа утицати на друге учеснике у саобраћају, на пример, аутомобил који изненада закочи или скрене да би избегао самоубиство, могао би се сударити са нечим другим.
Стварни проценат самоубистава у саобраћајним несрећама није сигуран; студије нам омогућавају да кажемо да „проценат саобраћајних несрећа на путевима самоубилачке природе варира од 1,6% до 5%“ . Нека самоубиства су класификована као несреће јер се самоубиство мора доказати; „Вреди напоменути да се случај чак и ако постоји озбиљна сумња на самоубиство, али порука о самоубиству није пронађена, класификује као „несрећа“.
Неки истраживачи верују да су самоубиства, која су класификована као обичне несреће, чешћа него што се раније мислило. Велико истраживање о самоубиствима у Аустралији показује следеће бројеве: „Од оних који су пријавили планирано самоубиство, 14,8% (19,1% мушкараца и 11,8% жена) преферирају самоубиство у транспорту ... 8,3% (13,3% свих мушкараца који су покушали да изврше самоубиство), претходно је покушало да изврши самоубиство сударом при коришћењу возила)“.

### Авијација
У Сједињеним Државама је 36 пилота извршило самоубиство авионом у периоду 1983-2003.

## Тровање
Самоубиство се може извршити употребом брзих отрова, попут тровања цијанидом Многе друге природне супстанце су високо токсичне, укључујући велебиље, рицинусово уље. Тровање отровним биљкама обично је спорије и релативно болно. На пример, већина становника Џонстауна, на северозападу Гвајане, умрла је када је Џим Џонс, вођа верске секте, организовао масовно самоубиство пијући коктел који је садржавао цијанид, седативе и средства за смирење 1978. године.

### Пестициди
У свету је 30% свих самоубистава последица тровања пестицидима. Употреба ове методе, међутим, варира у зависности од региона, од 4% у Европи до преко 50% области Пацифика. У Сједињеним Државама тровање пестицидима користи се у око 12 случајева самоубистава годишње.
Тровање пољопривредним хемикалијама врло је уобичајено међу женама у кинеским селима и сматра се значајним друштвеним проблемом. У Финској је високо смртоносни пестицид тиофос био широко коришћен у самоубиствима 1950 -их. Када је приступ хемикалијама био ограничен, тровање тиофосом замењено је другим начинима самоубиства, што је навело истраживаче да верују да наметање ограничења на одређене начине самоубиства није ефикасна мера за смањење укупног броја самоубистава. Међутим, у Шри Ланки је број самоубистава уз помоћ пестицида опао након забране пестицида прве класе, а затим и ендосулфана.

### Предозирање лековима
Предозирање( овердоз, енг.overdose) лековима је повезана са узимање велику дозу лека изнад безбедног нивоа. С обзиром да предозирање може бити фатално, намерна акција ове врсте сматра се методом самоубиства. У Сједињеним Државама предозирање чини око 60% покушаја самоубиства и 14% смрти. Ризик од смрти у случају предозирања је, према различитим изворима, од 1,8  до 2%. У Сједињеним Државама већина смртних случајева од предозирања повезана је са опијатима.
Поузданост ове методе у великој мери зависи од изабраних лекова и додатних мера, као што је употреба антиеметика . Истовремено, група за подршку самоубиствима Дигнитас није пријавила неуспех међу 840 самоубица (100% смртних случајева) у којима је активни хипнотички агенс пентобарбитал предозиран у комбинацији са антиеметичким лековима.
Барбитурати (као што су секобарбитал и пентобарбитал), који се дуго користе за самоубиство, постају све мање доступни. Холандско друштво за право на смрт, ВОЗЗ, предложило је неколико сигурних алтернатива барбитуратима за еутаназију.
Покушаји предозирања лековима против болова су међу најчешћим због лаке доступности лекова без рецепта.  Предозирање се такође може постићи мешањем лекова у коктелима, са алкохолом или са илегалним леком. Ова метода може да изазове забуну: случајна смрт или намерно самоубиство, посебно када алкохол или друге супстанце отежавају анализу и не постоји самоубилачка порука.

### Угљен моноксид
Један од начина тровања укључује удисање високо концентрованог угљен -моноксида. Смрт се обично јавља због хипоксије . У већини случајева користи се угљен -моноксид који је лако доступан као резултат непотпуног сагоревања; на пример, емитује се друмским транспортом и неким врстама пећи . Неуспешан покушај може довести до губитка памћења и других симптома.
Угљен -моноксид је гас без боје, укуса и мириса, па се његово присуство не детектује мирисом или видом . Његово токсично дејство настаје услед стварања једињења са хемоглобином, што доводи до замене молекула кисеоника и - постепено - до недостатка кисеоника, што на крају изазива неуспех у ћелијском дисању, а затим и смрт. Угљен -моноксид је изузетно опасан за посматраче и људе који пронађу леш жртве самоубице.
Пре законодавне контроле чистоће ваздуха и проналаска катализатора, самоубиства угљен -моноксидом често су почињена непрекидним покретањем мотора аутомобила у затвореном простору или коришћењем црева које је повезало издувну цев са затвореном кабином аутомобила. Издувни гасови могу садржати до 25% угљен моноксида, док савремени катализатори уклањају више од 99% произведеног угљен моноксида.  Додатна потешкоћа је што неизгорели бензин може учинити неподношљивим удисање издувних гасова много пре него што дође до губитка свести.

### Друге токсичне материје
Самоубиство средствима за чишћење укључује мешање хемикалија за домаћинство за производњу сумпороводика или других отровних гасова. Преваленца гасовитих самоубистава код куће опала је од 1960. до 1980. године .
Неке животиње, попут паука, змија и шкорпиона, производе токсине који могу брзо и лако убити људе. Ови токсини се могу користити за самоубиство. Према миту, Клеопатра је користила змију да изврши самоубиство сазнавши за смрт Марка Антонија.

## Намерно загађење
Било је неколико пријављених случајева намерне контаминације смртоносном болешћу као што је СИДА као метод самоубиства.

## Самоспаљивање
Самоспаљивање обично значи облик самоубиства у коме особа изгори у ватри . Коришћен је као протестна тактика. Најпознатији су случајеви самоспаљивања 1963. године у знак протеста против антибудистичке и прокатоличке политике владе Јужног Вијетнама, 2006. као протест против учешћа САД у рату у Ираку, и Мухамед Бузизи у Тунису.
У неким областима Индије самоспаљивање је такође вршено као ритуал познат као сати, у коме је удовица требало да буде спаљена са покојним супружником, добровољно и ненамерно.

## Ритуално самоубиство
Ритуално самоубиство се спроводи у складу са прописаном процедуром за ритуално самоубиство, често као верска или културна традиција.

### Сеппуку
Сепуку (у народу "хара-кири", отварање трбуха) је јапанска ритуална метода самоубиства, усвојена углавном у средњовековном Јапану, мада се неки случајеви бележе у модерно доба. На пример, Јукио Мишима је извршио сепуку 1970. године након неуспелог државног удара чији је циљ био враћање пуне власти јапанском цару  . За разлику од других метода самоубиства, сепуку је виђен као начин очувања части и достојанства. Овај ритуал је део бушида, самурајског кода.
У оригиналној верзији, сепуку који је изводио појединац био је изузетно болан начин умирања. Обучен у свечану одећу, са својим ритуалним бодежом испред себе, а понекад и седећи на комаду платна намењеном за ову сврху, ратник се припремао тако што је писао "поему смрти". Тада је самурај отворио свој кимоно, узео вакизаши, јапански бојни фан или танто и распорио му стомак, прво направивши рез са лева на десно, а затим мало горе. Како се ритуал развијао, изабрани помоћник стајао је у близини и, када се бодеж померио нагоре, уредним ударцем, одсекао му главу тако да му је глава висила на комаду коже. Глава која је пала на земљу сматрана је срамотом у феудалном Јапану. Чин сепукуа временом је постао толико услован да је самурајима било потребно само да посегну за бодежом како би му глава била одрубљена.

### Самопожртвовање
Људско жртвовање било је верски чин широм Мезоамерике . У култури Астека и Маја, самообезглављивање свештеника и владара огледа се у уметности  . Жртва се обично приказује како држи опсидијански нож или секиру близу врата.
Неки облици Дурга обожавања у хиндуизму укључују оданог мушкарца као ритуално жртвовање кроз самостално обезглављивање са закривљеним мачем. Ритуал се изводи са циљем да се добије корист од божанства за треће лице.

## Изгладњивање
Анорексија нервоза назива се подсвесна метода самоубиства.
Штрајк глађу на крају може довести до смрти. Глад су користили хиндуистички а Џаин монаси као ритуални метод покајања. Ова метода смрти често се повезује са политичким протестима, попут ирског паравојног штрајка глађу 1981. године, тражећи статус ратних заробљеника, од којих је десет умрло. Истраживач Тор Хејердал одустао је од хране и лекова у последњем месецу свог живота након што му је дијагностикован рак.

## Дехидратација
Смрт од дехидратације наступа у периоду од неколико дана до неколико недеља. То значи да се, за разлику од других метода самоубиства, не може извршити импулсивно. Људи који умиру од фаталне фазе дехидратације често се онесвешћују пре смрти, а такође могу патити од делиријума и абнормалне концентрације натријума. Престанак замене течности не доводи до праве жеђи, иако се осећај топлоте и сувоће у устима понекад назива и „жеђ“. Постоје бројни докази да оралну нелагоду не умањују интравенозне течности, већ се ублажавају влажењем усана и језика и бригом о усној шупљини. Због повећане количине течности у телу, едематозним пацијентима је потребно дуже време да умру од дехидрације.
Смртоносна дехидрација описана је као значајна предност у односу на самоубиство уз помоћ лекара у смислу аутономије, приступачности, професионалне етике и друштвених последица. Пацијент има право да одбије лечење и негу, а присилни унос течности се сматра физичким злостављањем, за разлику од одбијања лекара да обезбеди смртоносну дозу лекова. Међутим, ова метода има недостатке као средство за постизање добровољне смрти. Једно истраживање медицинских сестара у болницама показало је да се скоро два пута више медицинских сестара брине о пацијентима који су добровољно одбили храну и воду од оних који су изабрали еутаназију. Осим тога, установили су да је пост и одбијање да пију воду мање болно и опуштеније од самоубиства уз помоћ лекара. Насупрот томе, други извори пријављују страшне нуспојаве дехидрације, као што су напади, испуцала кожа и крварење, слепило, мучнина, повраћање, грчеви и јаке главобоље.